# Писарів Володимир Петрович
Володи́мир Петро́вич Пи́сарів (нар. 23 лютого 1976, м. Самбір) — український військовик, підполковник Державної прикордонної служби України, учасник російсько-української війни.
Станом на кінець 2014 року — начальник групи внутрішньої безпеки, Краматорськ.

## Нагороди
За особисту мужність і героїзм, виявлені у захисті державного суверенітету та територіальної цілісності України, вірність військовій присязі під час бойових дій та при виконанні службових обов'язків, відзначений — нагороджений
- 13 серпня 2015 року — орденом «За мужність» III ступеня.